# Saint-Martin-de-la-Cluze
Saint-Martin-de-la-Cluze település Franciaországban, Isère megyében. Lakosainak száma 749 fő (2022. január 1.). Saint-Martin-de-la-Cluze Sinard, Vif, Avignonet, Le Gua, Miribel-Lanchâtre, Monteynard és Notre-Dame-de-Commiers községekkel határos.

## Népesség
A település népessége az elmúlt években az alábbi módon változott:
| Lakosok száma | 262  | 353  | 462  | 603  | 647  | 705  | 717  | 730  | 736  | 749  |
|               | 1968 | 1982 | 1990 | 2006 | 2013 | 2015 | 2017 | 2019 | 2020 | 2022 |